# Muralles d'Organyà
Muralles d'Organyà és un monument del municipi d'Organyà inclòs en l'Inventari del Patrimoni Arquitectònic de Catalunya.

## Descripció
De les antigues muralles resta un portal d'arc apuntat al peu del carrer Major i a l'inici del carrer del Raval, a més del traçat dels carrers tancats. El carrer del Raval o del Peu fou inclòs dins el recinte d'un nou traçat de muralla, del qual resta també un portal del segle xix. Aquest portal mira cap al sud i està format per un doble arc, un de mig punt i l'altra apuntat. L'arc de mig punt, format per dovelles petites i malmeses, recolza damunt la pedra. La base està formada per filades de pedra tosca en disposició inclinada, formant un petit talús.
No se sap en quin moment de l'època medieval es va construir.

## Història
El lloc d'Organyà juntament amb l'església de Santa Maria és documentat des de l'any 993. A partir d'aquest moment hi ha nombroses referències documentals de la vila d'Organyà. Al principi del segle xiii els priors de Santa Maria d'Organyà s'enfrontaren als comtes de Foix, hereus dels Caboet, pel domini de la vila. L'any 1232 s'arbitrà un pariatge entre Roger Bernat, comte de Foix, i Berenguer de Cellers, prior d'Organyà, a partir del qual s'establí un condomini sobre la vila, a excepció de l'anomenada Vila Nova que quedava sota el domini del prior. Un dia després de la signatura del pariatge, el comte de Foix atorgà una carta de franquesa a la vila d'Organyà, que igualava els homes d'aquesta població amb els de la resta del vescomtat de Castellbò.
A partir del 1548 la meitat de la vila, domini dels vescomtes de Castellbò, passà a ser reial, mentre que l'altra part passà a la jurisdicció del capítol d'Urgell.